# Vinča–tordosi kultúra

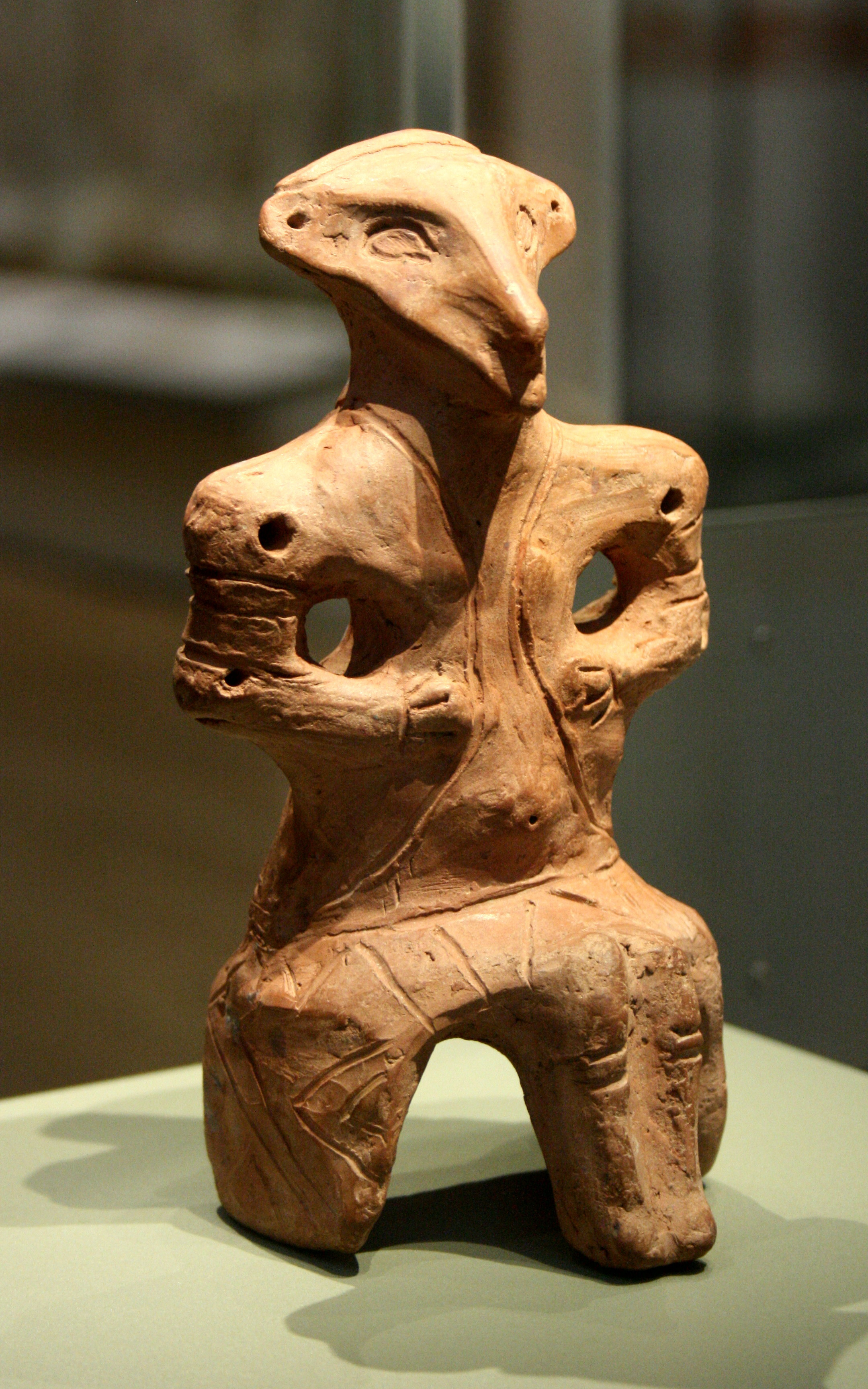
Agyagszobor a vinčai leletekből

A vinča–tordosi kultúra a Körös-kultúra második felében kezdett terjedni, részben annak területén, vitatott időbeliséggel. Leleteiket az i. e. 5. és i. e. 3. évezred közé helyezik.
A Körös-kultúra elsorvadása és a vinča–tordosi kultúra nagyarányú térhódítása közötti rövid időben a középső neolitikumban megszűnik a korábbi egységes műveltség. Új eszközkultúrájú leletek jelennek meg, amit legtöbbször új népek érkezésével magyaráznak, bár az eszközkultúra változása nem mindig jelent etnikumváltozást is egyúttal. A Szamos mentén a Délkelet-Alföldön elterjedt Szakálhát-kultúra, innen a Kárpátok felé az északkelet-alföldiekkel rokon, festett kerámiát készítő csoportok éltek. Délkelet-Erdélyben, északnyugaton a Mezőségig – Moldvából – a vonaldíszes kerámia népe jelenik meg.
A Maros középső folyása mentén, a Déli-Kárpátok és az Érchegység között, keleten Fogarasig található a korai vinča–tordosi kultúra népe. Fénykorában a teljes Kárpát-medence területén kívül a Balkán-félszigeten, sőt Kis-Ázsiában is megtalálható volt.

## Felfedezése
A szerbiai Vinča falu közelében 1908-ban Miloje Vasić fedezte fel. Ma már tudjuk róla, hogy Európa egyik legnagyobb és legjelentősebb neolitikus kultúrája került elő. Vasić 1918 és 1934 között tárta fel az újkőkori települést. A kultúra felfedezőjének érdemére azonban számot tarthatna Torma Zsófia  magyar régésznő, aki Vasić előtt már több mint három évtizeddel nagy mennyiségben tárt fel Tordoson leleteket.

## A kultúra elnevezése
Minthogy a kultúra első lelőhelyeit az akkori Magyarország Bánát megyéjében fedezték fel, a régészeti kultúrák elnevezésének általános elvei szerint a bánáti kultúra megnevezés lenne helyes. Korábban több magyar régész ezt is használta. Ezzel szemben Colin Renfrew hatására nemzetközileg a Vinča-kultúra megnevezés terjedt el.

## Jellemzői

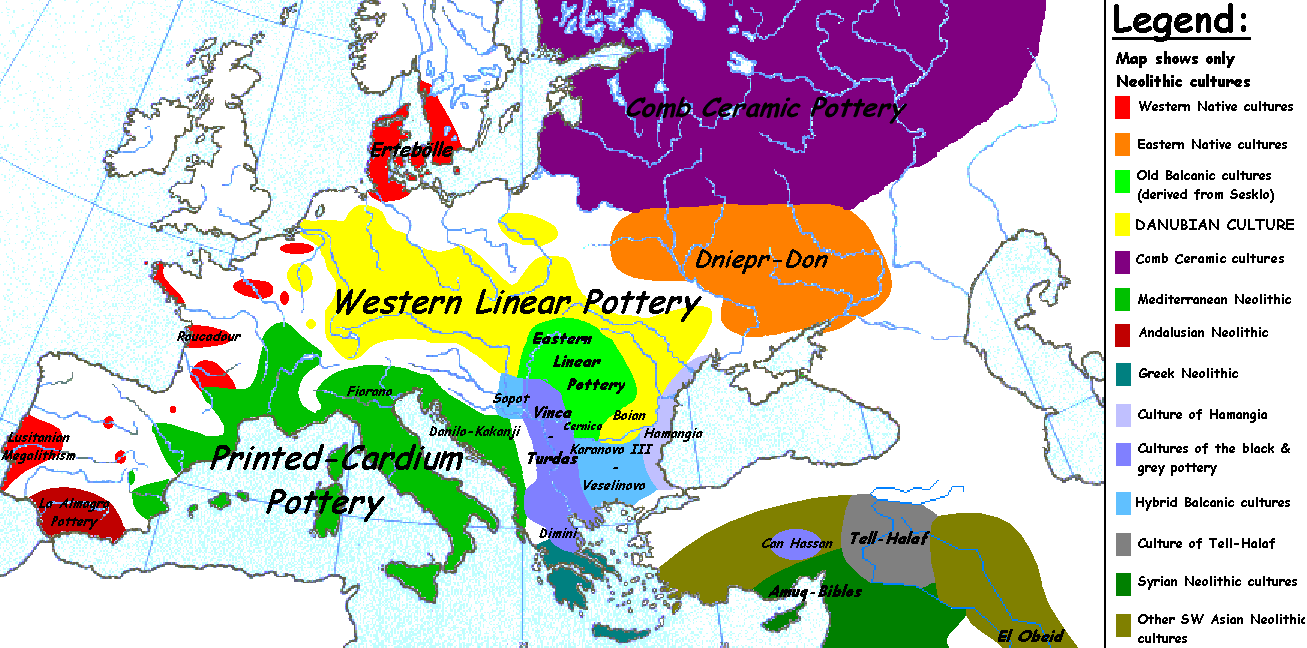
Európa i.e. 4500-4000 körül a középső újkőkorban

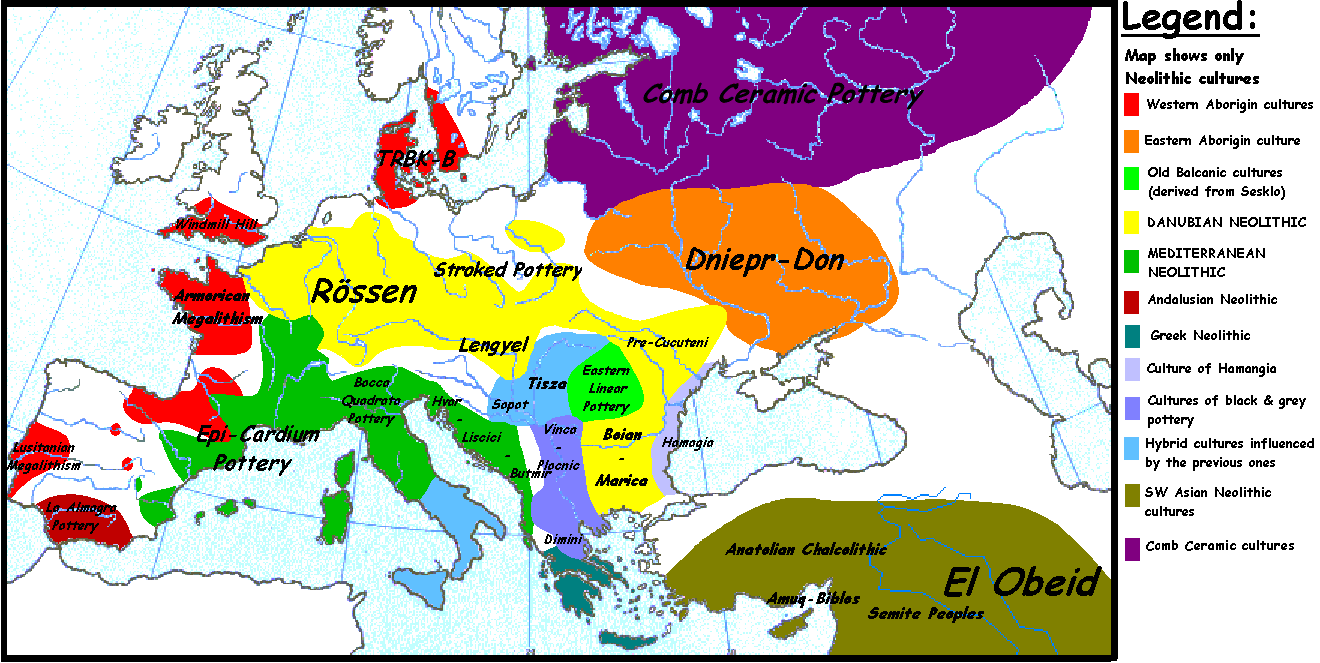
Európa i.e. 4000-3500 között a kései újkőkorban

A középső neolitikus népesség a rézkor végéig meghatározza Erdély történetét. Mind közül a legjobban a vinča–tordosi kultúra népe ismert. Etnikuma (az eszközkultúrát használó népesség) viszonylag rövid időn belül a Balkán középső részéig nyomul, miközben Erdélyből ritkulnak leleteik. Európában ez a kultúra használt először rezet nagy mennyiségben, ezt nagyrészt az erdélyi érchegység lelőhelyei fedezték. Már ebben a korban művelték a zalatnai aranybányákat is. Búzát termesztettek és állatokat tenyésztettek, főleg szarvasmarhát. Tapasztott agyagpadlójú borona- vagy sövényfalú, talpas házak állottak. Edényeik között gyakoriak a kelyhek, nagy részüket vörös bevonat fedi. A meandrikus vonalpárok közeit pálcikákkal benyomkodott gödrökkel díszítették tovább. Rendkívül gazdag antropomorf és zoomorf plasztikájuk; ezek az apró agyagszobrok a termékenységi kultuszban játszhattak szerepet. Egyes kutatók a szentélyközpontú, kváziállamiság feltevését is megkockáztatják.
A balkáni földművelő lakosság után a Vinča-kultúra volt az első földművelő Európában. Edényeiket kézzel készítették, és ujjbenyomással, körömcsípéssel díszítették. A házépítéshez agyaggödröt ástak, amiből később szemetesgödör lett. Sok halat és folyami kagylót ettek, valamint árpát, gabonát. Ők az első állattartók Európában, akik már tenyésztették a juhot, kecskét, szarvasmarhát: ettek belőle, bőrüket megvarrták.
A kultúrának más csoportok behatolása vetett véget i.e. 3500 körül. Ezek közt volt a Kelet-Havasalföldről bevándorló Boian kultúra juh-, kecske- és marhatartó népessége, valamint a Szamosmenti festett kerámiás kultúra délre húzódása. A vinča–tordosi emberek vagy elmenekültek Erdélyből, vagy beolvadtak az új népességbe.

## Vinča
A vinčai lelőhelyen a második világháború előtt előkerült leleteket i.e. 2700 körülre dátumozták. A radiokarbon datálást az i.e. 4. évezred végére tolták ki, és ma már a 6. évezred sem kizárható. A térségben 1978-tól folynak újra ásatások.
Vinča legrégebbi rétegeiben a Starčevo-kultúra sárkunyhóit tárták fel. A vinčai házakat fából építették sártapasztással, ezek több helyiségből álltak. Ruházatuk lenvászon és bőr volt, gyapjú- és kutyaprém takarókat használtak. A halottakat temetőkben temették el (ellentétben a megelőző kor műveltségével, ahol a házak padlói alá temettek).
A vinčai telep megérte a rézkort, bár meglehetősen kevés rézlelet bizonyítja ezt. Néhány házban rézműhelyt - kémények, fújtatók, kemencék - is feltártak.
A leletek nagy része kultikus tárgy: szobrocskák, áldozati edények, emberformájú vagy állat alakú edények. Az edényeken és szobrokon piktografikus jelek vannak, amik értelmezhetők korai írásként is.

## Tordos
A tordosi neolit telepet először Torma Zsófia, az első magyar régésznő kutatta 1875-ben. Itt összesen közel 11 000 db leletet tártak fel.

## Tatárlaka

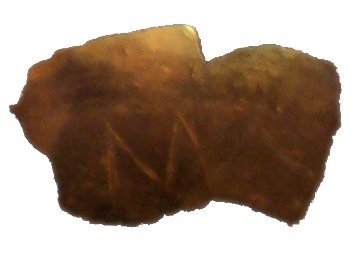
M-betűt formázó jelöléssel ellátott edénydarab

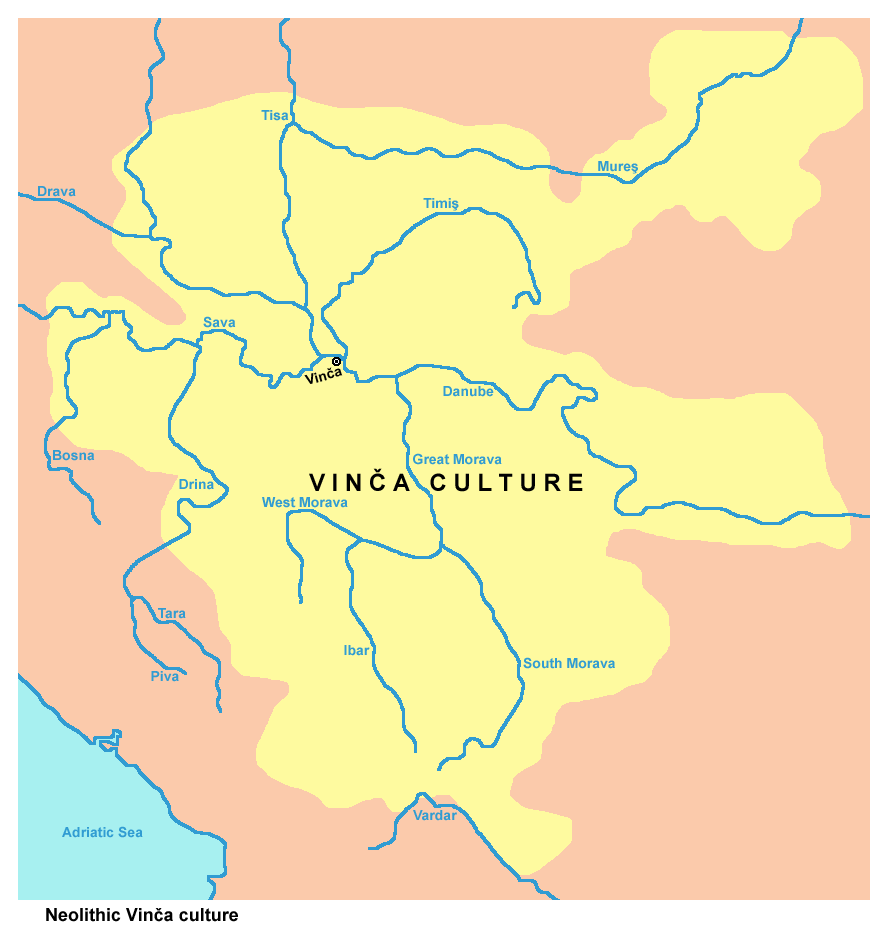

Alsótatárlakán a vinča–tordosi kultúra B rétegéből leásott, kultikus célokat szolgáló gödörben három agyagtáblát és égett embercsontokat, egy spondylus kagylóból készült karperecet, 26 darab égetett agyag idol és két kükládikus stílusú alabástrom idol került elő. Az utóbbihoz hasonló hegedű formájú, lapos idolokat egyébként csak az i.e. 300-at követő időkből ismerünk.
A. Falkenstein német sumerológus szerint a táblák képírásos jelei a Dzsemdet Naszr-kultúra (pontosabban az Uruk III/b, i. e. 3100) archaikus rétegéből előkerült feliratok jeleihez állnak a legközelebb. A képírásból az ékírás felé haladó átmenet írásjelei már nem olyan gömbölydedek és képszerűek, mint a kb. 100 évvel korábbi Uruk IV/a rétegéi: stilizáltak, szögletesek, de még felismerhetően képszerűek.
Az i. e. 4. évezred folyamán elő-ázsiai migrációt feltételeznek az Észak-Balkán és a déli Kárpát-medence területén. Már Gordon Childe is több elő-ázsiai bevándorlási hullámot említ. A vinča–tordosi és a Tisza-kultúra fokozatot összefoglaló néven Duna II. kultúrának nevezi. A vinča–tordosi kultúra nem vezethető le a korábbi Körös-Starčevo kultúrkörből, bár nagyrészt annak területein található. A vinča–tordosi  azonban dél felé terjedt, a Balkánon jó fél évezreddel később jelennek meg ehhez hasonló leletek. A korai Vinča-kultúra (Vinča A) egyszínű, fekete, sötétszürke vagy vörösesbarna fényezett kerámiája utalhat a fémsokk néven ismert jelenségre, amikor a fémek használatának terjedése a több típusú eszközön is a fém jellegeket kívánja hangsúlyozni.
A vinča–tordosi kultúra piktografikus jeleit az elő-ázsiai telepesek migrációjának egyértelmű bizonyítékaként kezelik sokan. A tatárlakai, a Vinča-telepen talált és Torma Zsófia ásatásain előkerült piktografikus táblákat, agyagedényeket Heine-Geldern, Schachermeyr és Childe megállapításai alapján a tengeri úton érkezett mezopotámiai (sumer) érckutató, fémfeldolgozó, kereskedő csoportokkal hozzák kapcsolatba.
A hagyományos régészet réteg-párhuzamosításokkal, kerámia-hasonlításokkal dolgozó történeti módszere jó 2000 évvel fiatalabbnak találta a leleteket, mint a radiokarbonos kormeghatározás. Götz László szerint a 14C izotópos módszer tartalmaz egy lényeges hibaforrást: a méréseknél eddig kizárólag a növények által a levegő széndioxidjából felvett szénmennyiséggel számoltak, a talaj széntartalmú kőzeteiből (mészkő, dolomit) a növényekbe jutott széntartalmat nem vették figyelembe. Ez nagyméretű pontatlansághoz vezet, mert a talaj karbonát-tartalmú vegyületeiben előforduló szénatomok már évmilliók óta kötve vannak a kőzetekben, s ha tartalmaztak is eredetileg sugárzó 14C izotópokat, azok már réges-rég lebomlottak nem sugárzó 14N atomokra.